# Scania-Vabis L36
Scania-Vabis L36 — среднетоннажный грузовой автомобиль, выпускавшийся шведским автопроизводителем Scania-Vabis в 1964—1968 годах.

## Scania-Vabis L36
К началу 1960-х годов автомобили производства Scania-Vabis казались непригодными для городских грузоперевозок. В связи с этим, в сентябре 1964 года компания представила среднетоннажный автомобиль Scania-Vabis L36. Автомобиль оснащён 4-цилиндровым двигателем внутреннего сгорания. Грузоподъёмность модели варьируется от 5 до 6 тонн.

## Двигатели
| Модель    | Годы производства | Двигатель                | Объём    | Мощность           | Тип                                      |
| --------- | ----------------- | ------------------------ | -------- | ------------------ | ---------------------------------------- |
| L36       | 1964—1968         | Scania-Vabis D5: I4 ohv  | 5193 см3 | 90 л. с. (67 кВт)  | Дизельный двигатель внутреннего сгорания |
| L36 Super | 1964—1968         | Scania-Vabis DS5: I4 ohv | 5193 см3 | 120 л. с. (89 кВт) | Турбодизель                              |